# Football Club Internazionale Milano 1999-2000
Questa voce raccoglie le informazioni riguardanti il Football Club Internazionale Milano nelle competizioni ufficiali della stagione 1999-2000.

## Stagione
Dopo la precedente e deludente annata, nell'estate 1999 Massimo Moratti affidò la panchina a Marcello Lippi, ex tecnico della Juventus, dimessosi nel febbraio precedente e accordandosi poi con la società nerazzurra in primavera, e a cui il presidente nerazzurro mise a disposizione la più costosa campagna acquisti dei suoi vent'anni alla guida dell'Inter. L'acquisto più altisonante fu quello del centravanti Christian Vieri, proveniente dalla Lazio: per assicurarsi le prestazioni di Bobo, nei piani deputato a essere il nuovo partner d'attacco di Ronaldo, la dirigenza milanese versò ai biancocelesti la cifra-record di 90 miliardi di lire, all'epoca il trasferimento più oneroso nella storia del calciomercato.
La squadra si rinnovò con altri arrivi di peso, alcuni dei quali «eredità» del trascorso torinese di Lippi, come il portiere Peruzzi e il centrocampista Jugović. Alla difesa si aggiunsero i laterali Panucci e Geōrgatos, nonché il centrale Blanc; in mediana giunse invece Di Biagio. La rosa registrò l'addio a gennaio di West, di Gianluca Pagliuca e soprattutto della bandiera Bergomi, tutti avulsi dai piani del nuovo tecnico; lo Zio, in particolare, diede l'addio al calcio dopo 22 anni di militanza in maglia nerazzurra. Vi furono inoltre le partenze di Simeone e Djorkaeff, col primo ceduto alla Lazio quale contropartita dell'affare-Vieri e il secondo trasferitosi in Germania.

Da sinistra: l'attaccante Vieri, il portiere Peruzzi, il difensore Blanc e il tecnico Lippi, tra i maggiori volti nuovi dell'Inter in questa stagione, durante il ritiro estivo di Sarre.

In avvio di campionato i nerazzurri parvero poter recitare un ruolo di primo piano, portandosi in testa alla quinta giornata. Alle prime difficoltà la squadra perse tuttavia il comando della classifica, ottenendo un solo punto in quattro gare tra la sosta di ottobre e quella di novembre. La formazione patì inoltre l'infortunio di Ronaldo, lesionatosi il tendine rotuleo in occasione della vittoria contro il Lecce: il rientro del brasiliano avverrà solamente in primavera. Di tutto ciò ne risentì il rendimento generale, alquanto discontinuo, impedendo alla squadra di puntare a traguardi di vertice.
Nel mercato invernale si registrarono gli acquisti del centrale difensivo Córdoba, futura colonna della difesa interista, del trequartista Seedorf e del giovane attaccante romeno Mutu, tuttavia nell'immediato l'ambiente risultò dilaniato da polemiche interne che ruotavano intorno alla figura del suo allenatore: Lippi entrò in conflitto con Panucci e Baggio, riservando loro un esiguo utilizzo, mentre in generale il tecnico toscano non riuscirà a integrarsi con uno spogliatoio, e ancor più dei tifosi, che continuavano a vederlo solo come un simbolo di «juventinità».
La compagine lombarda colse maggiori soddisfazioni in Coppa Italia, approdando alla finale dopo aver sconfitto in sequenza Bologna, Milan e Cagliari. Nell'atto conclusivo i milanesi cedettero però alla Lazio, con Ronaldo il quale, nell'occasione tornato in campo dopo cinque mesi, s'infortunò nuovamente e ancora più gravemente, dovendo stavolta abbandonare i campi sino al settembre 2001; sconfitta di misura nell'andata a Roma, nel retour match l'Inter, che aveva nel frattempo chiuso il campionato in quarta posizione, non andò oltre un pareggio a reti inviolate davanti al pubblico amico di San Siro, consegnando la coppa ai biancocelesti.
A concludere una stagione sofferta per i colori della Beneamata fu lo spareggio contro il Parma, reso necessario dal piazzamento a pari punti coi ducali e valido per la qualificazione in Champions League. Sul neutro di Verona fu una doppietta di Baggio, all'ultima apparizione da interista, a mettere il sigillo sulla vittoria per 3-1 che assicurò ai milanesi il palcoscenico europeo più importante per l'anno a venire.

## Divise e sponsor

Vieri con il completo casalingo della stagione, ispirato alle casacche della Grande Inter.

Confermati dall'annata precedente, il fornitore tecnico della stagione 1999-2000 fu Nike, mentre lo sponsor ufficiale fu Pirelli.
La prima divisa, nerazzurra come da tradizione, trasse ispirazione dalle casacche dell'epopea della Grande Inter con il ritorno del girocollo e di strisce più larghe rispetto al recente passato, accanto alla novità della stella ridimensionata e inserita all'interno dello stemma sociale, a sua volta oggetto di redesign; un dettaglio, quest'ultimo, che tuttavia non incontrò il favore dei tifosi. Tra i capi di cortesia venne confermata una seconda uniforme bianca, accanto al debutto di una terza divisa composta da maglia gialla e pantaloncini neri. Infine ai portieri vennero riservate due opzioni, il verde acqua per le gare a San Siro e il giallonero per le trasferte.
| 1ª divisa | 2ª divisa | 3ª divisa | 1ª portiere | 2ª portiere |

## Organigramma societario
Area direttiva
- Presidente: Massimo Moratti[39]
- Vice Presidente: Giuseppe Prisco
- Amministratore delegato: Rinaldo Ghelfi
- Direttore Generale: Luigi Predeval
- Direttore amministrativo: Marco Meloni

Area organizzativa
- Segretario generale: Luciano Cucchia
- Team manager: Guido Susini

Area marketing
- Direttore marketing: Walter Bussolera
- Direttore commerciale: Barbara Ricci

Area comunicazione
- Responsabile area comunicazione: Gino Franchetti
- Capo ufficio stampa: Sandro Sabatini
- Ufficio Stampa: Giuseppe Sapienza
- Direttore editoriale: Susanna Wermelinger

Area tecnica
- Direttore tecnico: Gabriele Oriali
- Direttore sportivo: Giuliano Terraneo
- Allenatore: Marcello Lippi
- Allenatore in seconda: Narciso Pezzotti
- Preparatore atletico: Gian Nicola Bisciotti, Claudio Bordon e Claudio Gaudino
- Preparatore dei portieri: Ivano Bordon

Area sanitaria
- Medici sociali: Piero Volpi e Fabio Forloni
- Fisioterapisti: Antonio Pagni, Marco Morelli e Nilton Petrone
- Massaggiatori: Massimo Dellacasa e Marco Dellacasa

## Rosa

Il centrocampista Clarence Seedorf, rinforzo del mercato di riparazione.

Di seguito la rosa.
| N. |                                | Ruolo | Calciatore          |
| -- | ------------------------------ | ----- | ------------------- |
| 1  | Italia (bandiera)              | P     | Angelo Peruzzi      |
| 2  | Italia (bandiera)              | D     | Christian Panucci   |
| 3  | Italia (bandiera)              | D     | Francesco Colonnese |
| 4  | Argentina (bandiera)           | D     | Javier Zanetti      |
| 5  | Francia (bandiera)             | D     | Laurent Blanc       |
| 6  | Italia (bandiera)              | D     | Michele Serena      |
| 6  | Portogallo (bandiera)          | C     | Paulo Sousa         |
| 7  | Italia (bandiera)              | C     | Francesco Moriero   |
| 8  | Serbia e Montenegro (bandiera) | C     | Vladimir Jugović    |
| 9  | Brasile (bandiera)             | A     | Ronaldo (capitano)  |
| 10 | Italia (bandiera)              | A     | Roberto Baggio      |
| 11 | Italia (bandiera)              | D     | Salvatore Fresi     |
| 12 | Italia (bandiera)              | P     | Giorgio Frezzolini  |
| 13 | Croazia (bandiera)             | D     | Dario Šimić         |
| 14 | Paesi Bassi (bandiera)         | C     | Clarence Seedorf    |
| 14 | Francia (bandiera)             | C     | Ousmane Dabo        |
| 15 | Francia (bandiera)             | C     | Benoît Cauet        |
| 16 | Romania (bandiera)             | A     | Adrian Mutu         |
| 16 | Italia (bandiera)              | A     | Davide Sinigaglia   |

| N. |                           | Ruolo | Calciatore          |
| -- | ------------------------- | ----- | ------------------- |
| 17 | Costa d'Avorio (bandiera) | D     | Cyril Domoraud      |
| 18 | Cile (bandiera)           | A     | Iván Zamorano       |
| 19 | Italia (bandiera)         | A     | Nello Russo         |
| 20 | Uruguay (bandiera)        | A     | Álvaro Recoba       |
| 21 | Colombia (bandiera)       | D     | Iván Córdoba        |
| 22 | Italia (bandiera)         | P     | Fabrizio Ferron     |
| 23 | Italia (bandiera)         | C     | Luigi Di Biagio     |
| 24 | Francia (bandiera)        | D     | Mikaël Silvestre    |
| 25 | Uruguay (bandiera)        | D     | Martín Rivas        |
| 26 | Francia (bandiera)        | D     | Zoumana Camara      |
| 27 | Nigeria (bandiera)        | D     | Taribo West         |
| 28 | Brasile (bandiera)        | D     | Gilberto            |
| 29 | Italia (bandiera)         | D     | Cristian Lizzori    |
| 30 | Italia (bandiera)         | D     | Fabio Galante       |
| 31 | Grecia (bandiera)         | D     | Grigorios Georgatos |
| 32 | Italia (bandiera)         | A     | Christian Vieri     |
| 33 | Italia (bandiera)         | A     | Giovanni Passiglia  |
| 34 | Italia (bandiera)         | P     | Marco Varaldi       |
| 36 | Brasile (bandiera)        | A     | Alonso Piola        |

## Calciomercato

### Sessione estiva(dall'1/7 al 31/8)
| Acquisti | Acquisti            | Acquisti            | Acquisti                   |
| R.       | Nome                | da                  | Modalità                   |
| -------- | ------------------- | ------------------- | -------------------------- |
| P        | Luca Anania         | Giovanili           | -                          |
| P        | Angelo Peruzzi      | Juventus            | definitivo (28 miliardi ₤) |
| P        | Giorgio Frezzolini  | Milan               | fine prestito              |
| P        | Fabrizio Ferron     | Sampdoria           | definitivo                 |
| D        | Salvatore Fresi     | Salernitana         | fine prestito              |
| D        | Grigorios Georgatos | Olympiacos          | definitivo (14 miliardi ₤) |
| D        | Christian Panucci   | Real Madrid         | definitivo (18 miliardi ₤) |
| D        | Laurent Blanc       | Olympique Marsiglia | definitivo (5 miliardi ₤)  |
| C        | Cyril Domoraud      | Olympique Marsiglia | definitivo (8 miliardi ₤)  |
| C        | Vladimir Jugović    | Atlético Madrid     | definitivo (15 miliardi ₤) |
| C        | Luigi Di Biagio     | Roma                | definitivo                 |
| C        | Ousmane Dabo        | Vicenza             | fine prestito              |
| A        | Christian Vieri     | Lazio               | definitivo (90 miliardi ₤) |
| A        | Álvaro Recoba       | Venezia             | fine prestito              |

| Cessioni | Cessioni          | Cessioni       | Cessioni                     |
| R.       | Nome              | a              | Modalità                     |
| -------- | ----------------- | -------------- | ---------------------------- |
| P        | Gianluca Pagliuca | Bologna        | definitivo                   |
| P        | Sébastien Frey    | Verona         | prestito                     |
| P        | Luca Anania       | Lecco          | prestito                     |
| D        | Giuseppe Bergomi  | -              | fine carriera                |
| D        | Fabio Galante     | Torino         | definitivo (4 miliardi ₤)    |
| D        | Zoumana Camara    | Bastia         | definitivo                   |
| D        | Matteo Ferrari    | Bari           | prestito                     |
| D        | Mauro Milanese    | Perugia        | definitivo                   |
| D        | Mikaël Silvestre  | Manchester Utd | definitivo (11,4 miliardi ₤) |
| D        | Massimo Tarantino | Bologna        | definitivo                   |
| C        | Youri Djorkaeff   | Kaiserslautern | definitivo                   |
| C        | Andrea Pirlo      | Reggina        | prestito                     |
| C        | Diego Simeone     | Lazio          | definitivo (21 miliardi ₤)   |
| C        | Zé Elias          | Bologna        | definitivo                   |
| C        | Cristiano Zanetti | Roma           | compartecipazione            |
| C        | Aron Winter       | Ajax           | definitivo                   |
| A        | Nicola Ventola    | Bologna        | prestito                     |
| A        | Mohammed Kallon   | Reggina        | prestito                     |

### Sessione invernale(dal 2/1 all'1/2)
| Acquisti | Acquisti         | Acquisti        | Acquisti                    |
| R.       | Nome             | da              | Modalità                    |
| -------- | ---------------- | --------------- | --------------------------- |
| D        | Michele Serena   | Parma           | prestito                    |
| C        | Gilberto         | Vasco da Gama   | definitivo (10 miliardi £)  |
| D        | Iván Córdoba     | San Lorenzo     | definitivo (27 miliardi £)  |
| C        | Clarence Seedorf | Real Madrid     | definitivo (45 miliardi £)  |
| A        | Adrian Mutu      | Dinamo Bucarest | definitivo (3,6 miliardi £) |

| Cessioni | Cessioni     | Cessioni | Cessioni                          |
| R.       | Nome         | a        | Modalità                          |
| -------- | ------------ | -------- | --------------------------------- |
| D        | Taribo West  | Milan    | definitivo                        |
| C        | Ousmane Dabo | Parma    | compartecipazione (15 miliardi £) |
| C        | Paulo Sousa  | Parma    | prestito                          |

## Risultati

### Serie A

#### Girone di andata
| Arbitro: | Braschi (Prato) |

|                        |           |  |
| C. Vieri 16’, 53’, 65’ | Marcatori |  |

| Roma 12 settembre 1999, ore 20:30 CEST 2ª giornata | Roma              | 0 – 0 referto | Inter | Stadio Olimpico (73.260 spett.)\| Arbitro: \| Messina (Bergamo) \| |
| Arbitro:                                           | Messina (Bergamo) |               |       |                                                                    |

| Arbitro: | Rosetti (Torino) |

|                                                             |           |            |
| Zamorano 8’, 63’ C. Vieri 17’ Moriero 39’ Thuram 72’ (aut.) | Marcatori | 14’ Crespo |

| Arbitro: | Farina (Novi Ligure) |

|  |           |              |
|  | Marcatori | 76’ C. Vieri |

| Arbitro: | Trentalange (Torino) |

|                         |           |                    |
| Panucci 59’ Ronaldo 70’ | Marcatori | 83’ (rig.) Dionigi |

| Arbitro: | Collina (Viareggio) |

|             |           |  |
| Maniero 46’ | Marcatori |  |

| Arbitro: | Borriello (Mantova) |

|                    |           |                       |
| Ronaldo 20’ (rig.) | Marcatori | 72’ Ševčenko 90’ Weah |

| Arbitro: | Treossi (Forlì) |

|              |           |             |
| Zamorano 36’ | Marcatori | 90’ Pancaro |

| Arbitro: | Cesari (Genova) |

|                                   |           |  |
| K. Andersson 37’, 69’ Signori 76’ | Marcatori |  |

| Arbitro: | Borriello (Mantova) |

|                                                                                   |           |  |
| Georgatos 2’ Zanetti 12’ Jugović 38’ Zamorano 45+2’ Ronaldo 50’ (rig.) Recoba 65’ | Marcatori |  |

| Arbitro: | Bazzoli (Merano) |

|  |           |            |
|  | Marcatori | 90’ Recoba |

| Arbitro: | Rossi (Ciampino) |

|                                      |           |  |
| Recoba 20’ C. Vieri 57’ N. Russo 90’ | Marcatori |  |

| Arbitro: | Tombolini (Ancona) |

|                |           |  |
| F. Inzaghi 20’ | Marcatori |  |

| Arbitro: | Braschi (Prato) |

|                          |           |              |
| Enyinnaya 7’ Cassano 88’ | Marcatori | 13’ C. Vieri |

| Arbitro: | Rodomonti (Teramo) |

|                                                                       |           |  |
| Georgatos 18’ Seedorf 45’ C. Vieri 57’ Jugović 65’ Hilário 72’ (aut.) | Marcatori |  |

| Arbitro: | Trentalange (Torino) |

|                           |           |            |
| Batistuta 38’ Adani 90+1’ | Marcatori | 71’ Recoba |

| Arbitro: | Collina (Viareggio) |

|                      |           |              |
| Šimić 3’ Moriero 82’ | Marcatori | 17’ Oliveira |

#### Girone di ritorno
| Arbitro: | Braschi (Prato) |

|             |           |                          |
| Laursen 35’ | Marcatori | 47’ Recoba 74’ R. Baggio |

| Arbitro: | Racalbuto (Gallarate) |

|                           |           |            |
| C. Vieri 8’ R. Baggio 42’ | Marcatori | 32’ Aldair |

| Arbitro: | Collina (Viareggio) |

|                     |           |              |
| Crespo 90+4’ (rig.) | Marcatori | 61’ C. Vieri |

| Arbitro: | De Santis (Tivoli) |

|              |           |            |
| C. Vieri 32’ | Marcatori | 20’ Méndez |

| Arbitro: | Trentalange (Torino) |

|                 |           |                             |
| Delli Carri 70’ | Marcatori | 21’, 79’ Blanc 88’ C. Vieri |

| Arbitro: | Borriello (Mantova) |

|                                      |           |  |
| C. Vieri 41’ Zamorano 53’ Recoba 83’ | Marcatori |  |

| Arbitro: | Trentalange (Torino) |

|                       |           |                            |
| Ševčenko 90+1’ (rig.) | Marcatori | 43’ Zamorano 63’ Di Biagio |

| Arbitro: | Braschi (Prato) |

|                            |           |                          |
| S. Inzaghi 83’ Pancaro 88’ | Marcatori | 19’ Recoba 79’ Di Biagio |

| Arbitro: | Cesari (Genova) |

|            |           |               |
| Recoba 48’ | Marcatori | 83’ Paramatti |

| Arbitro: | Borriello (Mantova) |

|          |           |  |
| Sesa 24’ | Marcatori |  |

| Arbitro: | Rodomonti (Teramo) |

|            |           |                |
| Recoba 14’ | Marcatori | 82’ Possanzini |

| Arbitro: | Racalbuto (Gallarate) |

|                   |           |  |
| Sosa 4’, 44’, 68’ | Marcatori |  |

| Arbitro: | Treossi (Forlì) |

|             |           |                    |
| Seedorf 83’ | Marcatori | 55’, 79’ Kovačević |

| Arbitro: | Bazzoli (Merano) |

|                                   |           |  |
| Cauet 24’ Blanc 35’ R. Baggio 50’ | Marcatori |  |

| Arbitro: | Farina (Novi Ligure) |

|                |           |                        |
| N. Amoruso 78’ | Marcatori | 29’ Seedorf 66’ Recoba |

| Arbitro: | Braschi (Prato) |

|  |           |                                           |
|  | Marcatori | 31’, 46’ Chiesa 70’ Batistuta 87’ Bressan |

| Arbitro: | Racalbuto (Gallarate) |

|  |           |                                   |
|  | Marcatori | 76’ (rig.) R. Baggio 89’ Zamorano |

#### Spareggio
| Arbitro: | Cesari (Genova) |

|                                 |           |            |
| R. Baggio 35’, 73’ Zamorano 89’ | Marcatori | 69’ Stanić |

### Coppa Italia
| Arbitro: | Serena (Bassano del Grappa) |

|                          |           |             |
| Georgatos 9’ Zanetti 35’ | Marcatori | 80’ Ventola |

| Arbitro: | Bazzoli (Merano) |

|                     |           |                               |
| Ingesson 75’ (rig.) | Marcatori | 41’, 90+1’ C. Vieri 86’ Cauet |

| Arbitro: | Farina (Novi Ligure) |

|                   |           |                                   |
| Ševčenko 44’, 55’ | Marcatori | 28’ C. Vieri 54’ Mutu 69’ Seedorf |

| Arbitro: | Treossi (Forlì) |

|               |           |              |
| R. Baggio 37’ | Marcatori | 35’ Ševčenko |

| Arbitri: | Trentalange (Torino) Bazzoli (Merano) |

|             |           |                            |
| Modesto 58’ | Marcatori | 49’ Mutu 60’, 90’ C. Vieri |

| Arbitri: | Serena (Bassano Del Grappa) Bertini (Arezzo) |

|              |           |                        |
| Zamorano 10’ | Marcatori | 20’ Sulcis 26’ Corradi |

| Arbitri: | Trentalange (Torino) Pellegrino (Barcellona Pozzo di Gotto) |

|                        |           |            |
| Nedvěd 40’ Simeone 52’ | Marcatori | 8’ Seedorf |

| Milano 18 maggio 2000, ore 20:30 CEST Finale - Ritorno | Inter                             | 0 – 0 referto | Lazio | Stadio San Siro (53.406 spett.)\| Arbitri: \| Paparesta (Bari) Rosetti (Torino) \| |
| Arbitri:                                               | Paparesta (Bari) Rosetti (Torino) |               |       |                                                                                    |

## Statistiche
Statistiche aggiornate al 23 maggio 2000.

### Statistiche di squadra
| Competizione | Punti | In casa | In casa | In casa | In casa | In casa | In casa | In trasferta | In trasferta | In trasferta | In trasferta | In trasferta | In trasferta | Totale | Totale | Totale | Totale | Totale | Totale | DR |
| Competizione | Punti | G       | V       | N       | P       | Gf      | Gs      | G            | V            | N            | P            | Gf           | Gs           | G      | V      | N      | P      | Gf     | Gs     | DR |
| ------------ | ----- | ------- | ------- | ------- | ------- | ------- | ------- | ------------ | ------------ | ------------ | ------------ | ------------ | ------------ | ------ | ------ | ------ | ------ | ------ | ------ | -- |
| Serie A      | 58    | 17      | 10      | 4       | 3       | 40      | 16      | 17           | 7            | 3            | 7            | 18           | 20           | 34     | 17     | 7      | 10     | 58     | 36     | 22 |
| Spareggio    | -     | -       | -       | -       | -       | -       | -       | -            | -            | -            | -            | -            | -            | 1      | 1      | 0      | 0      | 3      | 1      | 2  |
| Coppa Italia | -     | 4       | 1       | 2       | 1       | 4       | 4       | 4            | 3            | 0            | 1            | 10           | 5            | 8      | 4      | 2      | 2      | 14     | 10     | 4  |
| Totale       | -     | 21      | 11      | 6       | 4       | 44      | 20      | 21           | 10           | 3            | 8            | 24           | 11           | 43     | 22     | 9      | 12     | 75     | 47     | 28 |

### Statistiche dei giocatori
Sono in corsivo i calciatori che hanno lasciato la società a stagione in corso.
| Giocatore     | Serie A  | Serie A | Serie A     | Serie A    | Coppa Italia | Coppa Italia | Coppa Italia | Coppa Italia | Totale   | Totale | Totale      | Totale     |
| Giocatore     | Presenze | Reti    | Ammonizioni | Espulsioni | Presenze     | Reti         | Ammonizioni  | Espulsioni   | Presenze | Reti   | Ammonizioni | Espulsioni |
| ------------- | -------- | ------- | ----------- | ---------- | ------------ | ------------ | ------------ | ------------ | -------- | ------ | ----------- | ---------- |
| R. Baggio     | 18+1     | 4+2     | 0+0         | 0+0        | 5            | 0            | 0            | 0            | 24       | 6      | 0           | 0          |
| L. Blanc      | 34+1     | 3+0     | 1+0         | 0+0        | 7            | 0            | 0            | 0            | 42       | 3      | 1           | 0          |
| B. Cauet      | 29+1     | 1+0     | 5+0         | 0+0        | 7            | 1            | 1            | 0            | 37       | 2      | 6           | 0          |
| F. Colonnese  | 7+0      | 0+0     | 1+0         | 0+0        | 4            | 0            | 1            | 0            | 11       | 0      | 2           | 0          |
| I. Córdoba    | 19+1     | 0+0     | 3+0         | 1+0        | 5            | 0            | 1            | 0            | 25       | 0      | 4           | 1          |
| O. Dabo       | 8+0      | 0+0     | 2+0         | 0+0        | 2            | 0            | 0            | 0            | 10       | 0      | 2           | 0          |
| L. Di Biagio  | 29+0     | 2+0     | 12+0        | 0+0        | 7            | 1            | 1            | 0            | 36       | 3      | 13          | 0          |
| C. Domoraud   | 6+1      | 0+0     | 1+0         | 0+0        | 1            | 0            | 0            | 0            | 8        | 0      | 1           | 0          |
| F. Ferron     | 4+0      | -5+0    | 0+0         | 0+0        | 4            | -5           | 0            | 0            | 8        | -10    | 0           | 0          |
| S. Fresi      | 9+1      | 0+0     | 3+0         | 0+0        | 4            | 0            | 1            | 0            | 14       | 0      | 4           | 0          |
| G. Frezzolini | 0+0      | 0+0     | 0+0         | 0+0        | 0            | 0            | 0            | 0            | 0        | 0      | 0           | 0          |
| G. Georgatos  | 28+0     | 2+0     | 5+0         | 0+0        | 6            | 1            | 1            | 0            | 34       | 3      | 6           | 0          |
| V. Jugović    | 17+1     | 2+0     | 1+0         | 0+0        | 4            | 0            | 1            | 0            | 22       | 2      | 2           | 0          |
| F. Moriero    | 17+0     | 2+0     | 4+0         | 0+0        | 4            | 0            | 1            | 0            | 21       | 2      | 5           | 0          |
| A. Mutu       | 10+0     | 0+0     | 4+0         | 0+0        | 4            | 2            | 1            | 0            | 14       | 2      | 5           | 0          |
| C. Panucci    | 26+0     | 1+0     | 3+0         | 0+0        | 5            | 0            | 1            | 0            | 31       | 1      | 4           | 0          |
| A. Peruzzi    | 33+1     | -31+-1  | 1+0         | 0+0        | 4            | -5           | 0            | 0            | 38       | -37    | 1           | 0          |
| A. Recoba     | 27+1     | 10+0    | 1+0         | 0+0        | 6            | 0            | 0            | 0            | 34       | 10     | 1           | 0          |
| Ronaldo       | 7+0      | 3+0     | 2+0         | 1+0        | 1            | 0            | 0            | 0            | 8        | 3      | 2           | 1          |
| N. Russo      | 1+0      | 1+0     | 0+0         | 0+0        | 1            | 0            | 0            | 0            | 2        | 1      | 0           | 0          |
| C. Seedorf    | 20+0     | 3+0     | 4+0         | 0+0        | 5            | 2            | 0            | 0            | 25       | 5      | 4           | 0          |
| M. Serena     | 10+1     | 0+0     | 0+0         | 0+0        | 4            | 0            | 0            | 0            | 15       | 0      | 0           | 0          |
| D. Šimić      | 19+1     | 1+0     | 1+0         | 0+0        | 4            | 0            | 1            | 0            | 24       | 1      | 2           | 0          |
| P. Sousa      | 10+0     | 0+0     | 0+0         | 0+0        | 0            | 0            | 0            | 0            | 10       | 0      | 0           | 0          |
| C. Vieri      | 19+1     | 13+0    | 3+0         | 1+0        | 5            | 5            | 1            | 0            | 25       | 18     | 4           | 1          |
| I. Zamorano   | 30+1     | 7+1     | 2+0         | 0+0        | 5            | 1            | 1            | 0            | 36       | 9      | 3           | 0          |
| J. Zanetti    | 34+1     | 1+0     | 2+0         | 0+0        | 8            | 1            | 0            | 0            | 43       | 2      | 2           | 0          |